# Öppna VLD
Öppna flamländska liberaler och demokrater (ned: Open Vlaamse Liberalen en Democraten; förkortat Öppna VLD) är ett liberalt politiskt parti i Belgien. Partiet bildades den 15 november 1992 av Guy Verhofstadt och partikamrater till denne från det just avvecklade Partij voor Vrijheid en Vooruitgang (PVV) och en del politiker från andra partier.
Partiet, som har sitt väljarstöd hos den flamländska befolkningen, har över 70 000 medlemmar.
Öppna VLD är medlem av Alliansen liberaler och demokrater för Europa (ALDE) och dess ledamöter i Europaparlamentet sitter i Gruppen Förnya Europa (RE-gruppen).

## Ideologi
Partiet startade som ett mycket marknadsliberalt, närmast libertarianskt parti men under ledning av statsvetaren och chefsideologen Dirk Verhofstadt (broder till Guy) utvecklade sig partiet till ett mer mittsökande alternativ.
Den dåvarande partiledaren Bart Somers uppmanade i november 2006 till "revolution" inom partiet. Han menade att "ett liberalt parti" som öppna VLD, "kan endast vara progressivt och socialt".

## Partiledare för VLD
- Guy Verhofstadt, 1992-1995
- Herman De Croo, 1995-1997
- Guy Verhofstadt, 1997-1999
- Karel De Gucht, 1999-2004
- Dirk Sterckx, 2004
- Bart Somers, 2004-2009
- Guy Verhofstadt, 2009
- Alexander De Croo, 2009-2012
- Gwendolyn Rutten, 2012-2020
- Egbert Lachaert, 2020-

## Kända politiker
- Guy Verhofstadt, Belgiens premiärminister 1999–2008